# Стампінг-Граунд (Кентуккі)
Стампінг-Граунд (англ. Stamping Ground) — місто (англ. city) в США, в окрузі Скотт штату Кентуккі. Населення — 780 осіб (2020).

## Географія
Стампінг-Граунд розташований за координатами 38°16′12″ пн. ш. 84°41′5″ зх. д. / 38.27000° пн. ш. 84.68472° зх. д. (38.269867, -84.684692).  За даними Бюро перепису населення США в 2010 році місто мало площу 1,15 км², з яких 1,15 км² — суходіл та 0,00 км² — водойми. В 2017 році площа становила 1,54 км², з яких 1,52 км² — суходіл та 0,01 км² — водойми.

## Демографія
Згідно з переписом 2010 року, у місті мешкали 643 особи в 270 домогосподарствах у складі 175 родин. Густота населення становила 560 осіб/км².  Було 295 помешкань (257/км²).
Расовий склад населення:
| - 94,7 % — білих - 3,3 % — чорних або афроамериканців - 0,8 % — корінних американців - 0,2 % — азіатів |

До двох чи більше рас належало 1,1 %. Частка іспаномовних становила 0,8 % від усіх жителів.
За віковим діапазоном населення розподілялося таким чином: 26,9 % — особи молодші 18 років, 58,6 % — особи у віці 18—64 років, 14,5 % — особи у віці 65 років та старші. Медіана віку мешканця становила 37,0 року. На 100 осіб жіночої статі у місті припадало 100,3 чоловіків;  на 100 жінок у віці від 18 років та старших — 86,5 чоловіків також старших 18 років.
Середній дохід на одне домашнє господарство  становив 43 717 доларів США (медіана — 30 583), а середній дохід на одну сім'ю — 57 727 доларів (медіана — 51 406). Медіана доходів становила 41 103 долари для чоловіків та 26 302 долари для жінок. За межею бідності перебувало 21,3 % осіб, у тому числі 24,6 % дітей у віці до 18 років та 29,6 % осіб у віці 65 років та старших.
Цивільне працевлаштоване населення становило 382 особи. Основні галузі зайнятості: роздрібна торгівля — 20,4 %, виробництво — 19,6 %, освіта, охорона здоров'я та соціальна допомога — 19,6 %.